# Telmatobius vilamensis
Telmatobius vilamensis es una especie  de anfibios de la familia Leptodactylidae.

## Distribución geográfica
Se encuentra en Chile y, posiblemente en Bolivia. Endémica de la región andina de Antofagasta, habita solo en el estero de Vilama cerca de San Pedro de Atacama.